# Танума Окіцуґу
Танума Окіцуґу (яп. 田沼意次, たぬまおきつぐ; 1719—1788) — японський політичний і державний діяч періоду Едо.

## Короткі відомості
Народився в 1719 в родині володаря замку Саґара в провінції Тотомі у Східній Японії. Його рід був васалом сьоґунату Токуґава.
Початково служив пажем сьоґунів Токуґави Ієсіґе та Ієхару. Завдяки успіхам на цій посаді, в 1767 призначений наближеним сьоґуна (соба-йоїн — на кшталт камергера) і володарем Саґара-хану.
У 1772 став родзю — головою уряду сьоґунату Токуґава. Він розпочав курс реформ, що були спрямовані на вихід японської економіки з системної кризи. Заохочував розвиток торгівлі та сприяв створенню монопольних купецьких корпорацій кабунакама. Період, протягом якого він проводив ці реформи, отримав назву «добою Тануми». Вона позначилася інфляцією та поширенням корупції, спричинених втручанням купецтва у політику.
У 1786, під тиском народного невдоволення, Танума був змушений зупинити реформи і піти у відставку.